# Rudi Vata
Rudi Vata (sinh ngày 13 tháng 2 năm 1970) là một cầu thủ bóng đá người Albania.

## Đội tuyển bóng đá quốc gia Albania
Rudi Vata thi đấu cho đội tuyển bóng đá quốc gia Albania từ năm 1990 đến 2001.

## Thống kê sự nghiệp
| Đội tuyển bóng đá Albania | Đội tuyển bóng đá Albania | Đội tuyển bóng đá Albania |
| Năm                       | Trận                      | Bàn                       |
| ------------------------- | ------------------------- | ------------------------- |
| 1990                      | 1                         | 0                         |
| 1991                      | 1                         | 0                         |
| 1992                      | 5                         | 0                         |
| 1993                      | 6                         | 0                         |
| 1994                      | 3                         | 0                         |
| 1995                      | 5                         | 1                         |
| 1996                      | 4                         | 0                         |
| 1997                      | 7                         | 1                         |
| 1998                      | 8                         | 0                         |
| 1999                      | 8                         | 1                         |
| 2000                      | 7                         | 2                         |
| 2001                      | 4                         | 0                         |
| Tổng cộng                 | 59                        | 5                         |